# Sundagrapha
Sundagrapha là một chi bướm đêm thuộc họ Geometridae.